# Бульвар Вацлава Гавела
Бульва́р Ва́цлава Гаве́ла — бульвар у Солом'янському районі міста Києва, місцевість Відрадний. Пролягає від Гарматної вулиці до Відрадного проспекту.
Прилучаються вулиці Миколи Василенка, Академіка Шалімова, Метробудівська, Волноваська, Авторемонтна, Василя Чумака, Віталія Скакуна, проспект Любомира Гузара, вулиці Академіка Стражеска, Академіка Білецького, Володимира Качали, Добруська та Михайла Донця.

## Історія
Бульвар виник наприкінці 50-х років XX століття, мав назви Бульварна вулиця, Високовольтний бульвар. Початковий відрізок (до вулиці Миколи Василенка) був частиною Ізмаїльської вулиці.
З 1963 року набув назву бульвар Івана Лепсе, на честь радянського партійного і профспілкового діяча Івана Лепсе. 
У 2015 році пропонувалося перейменувати бульвар на честь Валентина Згурського, голови виконкому Київської міської ради депутатів трудящих у 1979–1990 роках.
Сучасна назва на честь першого президента Чехії Вацлава Гавела — з 2016 року.

### Російське вторгнення в Україну
Уночі проти 17 червня 2025 року під час масованої ракетно-дронової атаки РФ на Київ один з дев'ятиповерхових житлових будинків на бульварі В. Гавела зазнав прямого влучання російської балістичної ракети (імовірно, Х-101). Унаслідок цього було повністю зруйновано цілий під'їзд — від покрівлі до перекриттів підвалу. Пошуково-рятувальна операція тривала 39 годин. Загинуло 23 особи, двох було врятовано з-під завалів.

## Забудова
Остаточно сформувався на межі 1950–60-х років. У 1960–70-ті роки парний бік було забудовано переважно промисловими підприємствами.
1961 року бульваром прокладено трамвайну лінію. Вздовж усього бульвару міститься бульварна зона.

## Установи та заклади
- № 1 — Солом'янський РАЦС;
- № 4 — ЗАТ «Росток»;
- № 6 — ВАТ «Київський завод реле та автоматики»;
- № 8 — ВАТ «Меридіан — Завод ім. С. П. Корольова»;
- № 8а — Київська міська митниця ДФС;
- № 10 — 6-й Київський авторемонтний завод;
- № 15а — дитячий садок № 432, ДЮСШ № 12, Центр соціальної реабілітації молоді з функціональними вадами;
- № 20 — ринок Відрадний;
- № 31 — аптека № 97 КП «Фармація»;
- № 34 — бібліотека ім. Є. Гуцала для дітей;
- № 40а — Онкологічний центр «Добрый прогноз»;
- № 41а — Політехнічний ліцей НТУУ «КПІ»;
- № 46 — Київський спортивний ліцей;
- № 69 — дитяча музична школа ім. Кабалевського;
- № 75 — аптека № 38 КП «Фармація»;
- № 77а — школа № 310 «Творчість»;
- № 87 — відділення зв'язку № 126;

## Зображення

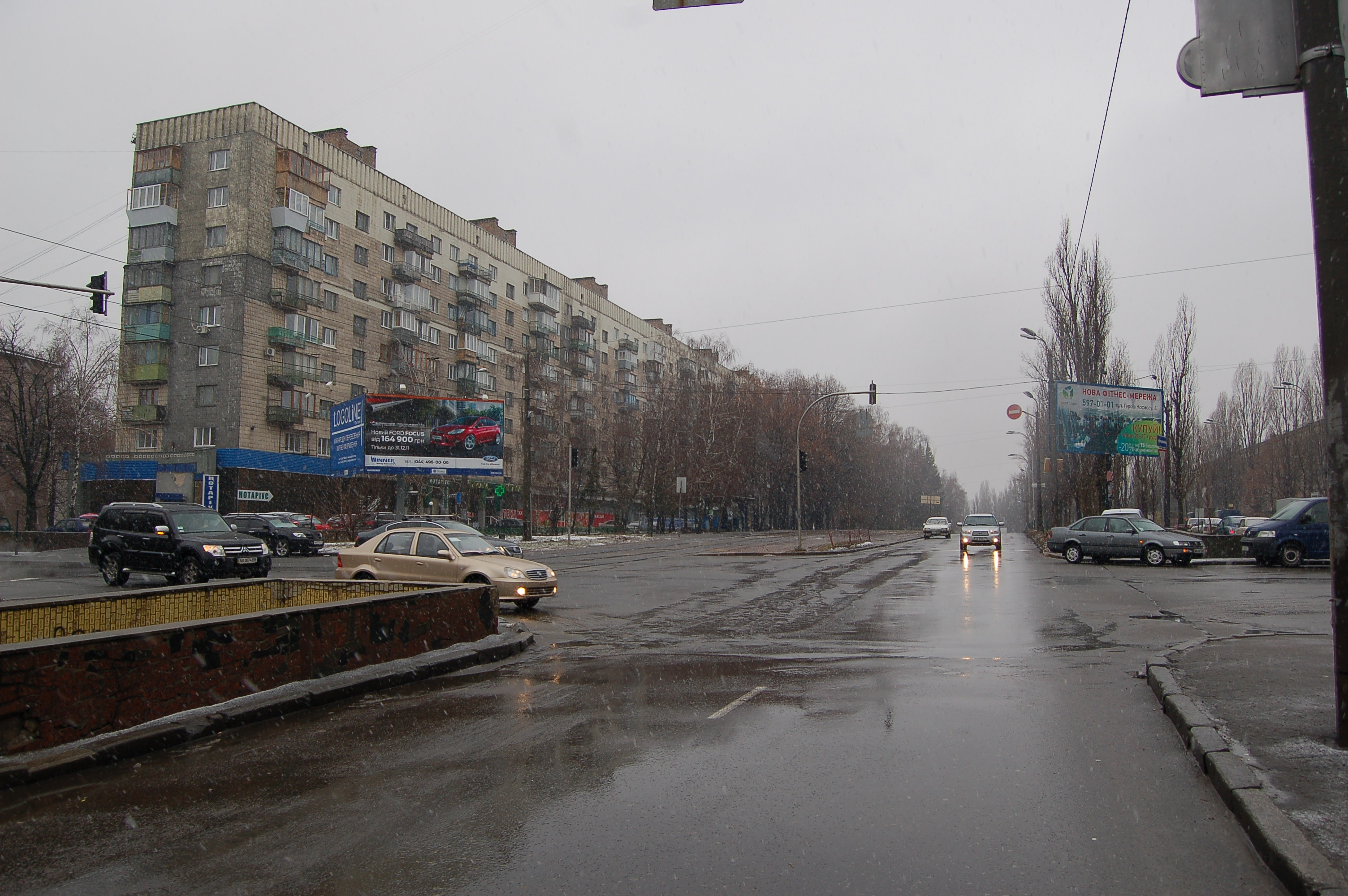
Перехрестя з вулицею Академіка Шалімова
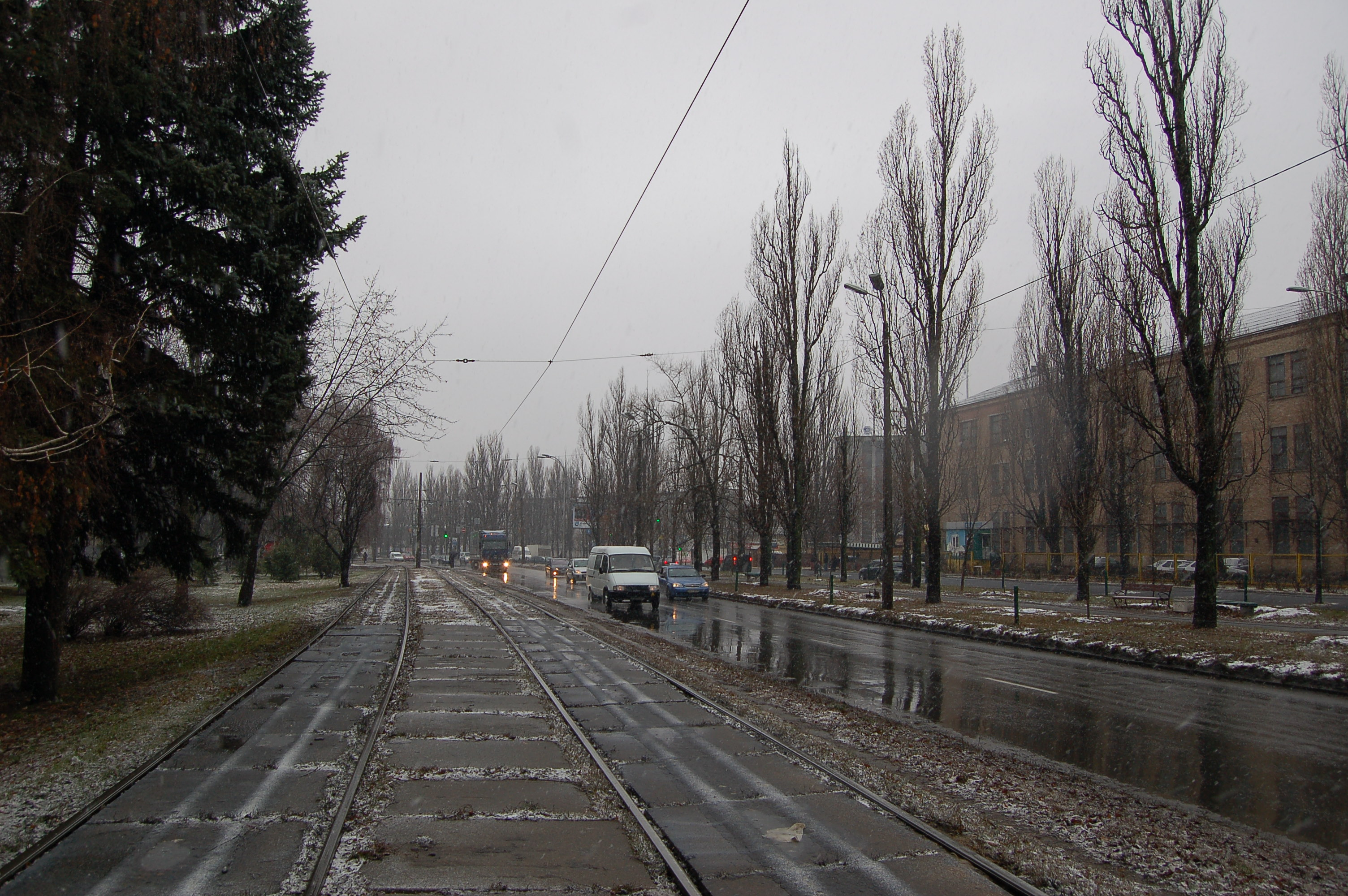
Трамвайна лінія
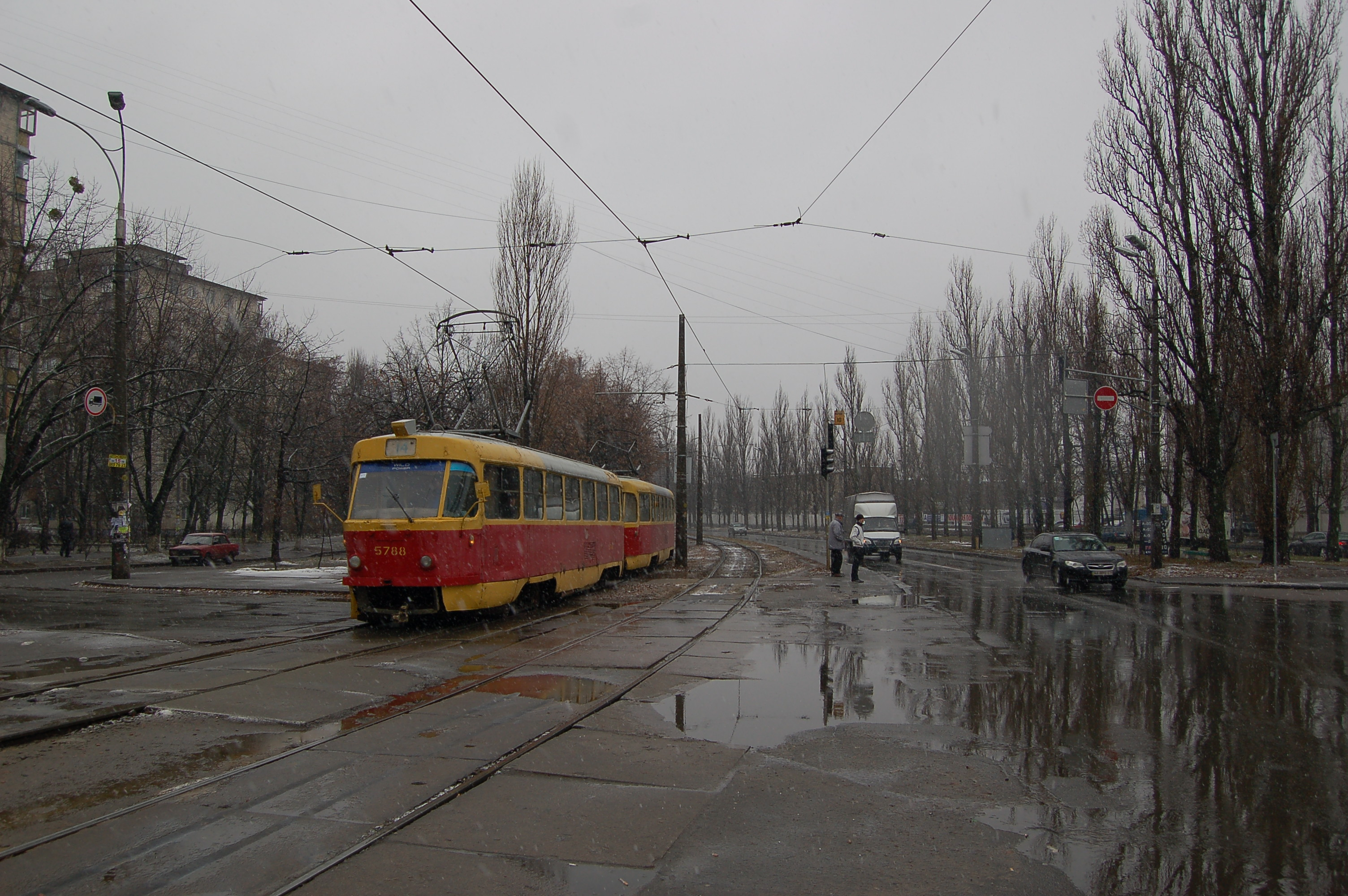
Перехрестя з Метробудівською вулицею
Колишній пам'ятник Іванові Лепсе, демонтований у 2016 році
Пам'ятник Сергію Корольову на території ВАТ «Меридіан — Завод ім. С. П. Корольова»